# ماراثون لندن
ماراثون لندن (بالإنجليزية:London Marathon) هو سباق لمسافات طويلة يعقد في لندن، المملكة المتحدة. أقيم الحدث لأول مرة في 29 مارس 1981، وأصبح يعقد في ربيع كل عام منذ ذلك الحين.
كان آخر حدث هو ماراثون لندن 2017 في 23 أبريل 2017. لم يتم تأكيد موعد ماراثون لندن المقبل، ولكن من المرجح أن يكون الأحد 22 أبريل 2018.